# Fancy Farm
Fancy Farm – jednostka osadnicza w Stanach Zjednoczonych, w stanie Kentucky, w hrabstwie Graves.